# Malgassothisa trifida
Malgassothisa trifida là một loài bướm đêm trong họ Geometridae.